# 삼성 갤럭시 탭 S6
삼성 갤럭시 탭 S6(Samsung Galaxy Tab S6)는 삼성전자가 2019년 7월에 공개한 안드로이드 태블릿이다. 삼성 갤럭시 탭 S5e의 후속 기종이다.

## 사양

### 하드웨어
삼성 갤럭시 탭 S6는 알루미늄 프레임과 스크린용 플라스틱 백으로 제작되었다. 이 장치는 마운틴 그레이, 클라우드 블루, 로즈 블러쉬로 제공됩니다. 그것은 AKG 튜닝이 가능한 스테레오 스피커를 가지고 있다. USB-C 포트는 다른 액세서리를 충전하고 연결하는 데 사용된다.
삼성 갤럭시 탭 S6는 4GB, 6GB 또는 8GB의 RAM과 64GB, 128GB, 256GB의 확장 불가능한 UFS 3.0 내장 스토리지를 갖춘 Qualcomm Snapdragon 시스템 온칩을 사용한다.
삼성 갤럭시 탭 S6는 7040mAh의 배터리를 갖추고 있으며 최대 15W의 빠른 충전이 가능하다.
삼성 갤럭시 탭 S6는 10.5인치 2560 x 1600 Super AMOLED 디스플레이를 갖추고 있다. 디스플레이의 가로 세로 비율은 16:10이다.
삼성 갤럭시 탭 S6에는 후면 카메라가 듀얼로 포함되어 있다. 광각 26mm f/2.0 렌즈 1,300만 화소 센서와 초광각 f/2.2 렌즈에는 1,200만 화소 센서가 있으며 전면 카메라는 800만 화소 센서를 사용한다. 그것은 30fps의 속도로 4K 비디오를 녹화할 수 있다.

### 소프트웨어
기기 공개 당시 안드로이드 9 파이를 기본으로 탑재했다.